# قائمة أعضاء مجلس الشوري القطري (2021)
قائمة أعضاء مجلس الشورى القطري، تضم 30 عضوًا منتخب و15 عضوًا بالتعيين.

## قائمة الأعضاء المعينين
| الأعضاء                                     |
| ------------------------------------------- |
| يوسف بن أحمد بن علي بن عمران الكواري        |
| سعد بن أحمد بن محمد الإبراهيم المهندي       |
| بادي بن علي بن محمد البادي                  |
| محمد بن فهد بن محمد المسلم                  |
| محمد بن مهدي بن عجيان الاحبابي              |
| شيخة بنت يوسف الجفيري                       |
| أحمد بن إبراهيم بن راشد المالكي             |
| سعود بن جاسم بن محمد البوعينين              |
| سعد بن أحمد بن عبدالله المسند               |
| محمد بن منصور بن خليل آل خليل الشهواني      |
| حمدة بنت حسن بن عبدالرحمن آل بوظاعن السليطي |
| أحمد بن سلطان بن محمد بن صباح العسيري       |
| عبدالله بن جابر بن محمد لبده                |
| عبدالله بن ناصر بن تركي السبيعي             |
| عمير بن عبدالله بن خالد الجبر النعيمي       |

## قائمة الأعضاء المنتخبين
| الأعضاء                            |
| ---------------------------------- |
| عبد الرحمن يوسف عبد الرحمن الخليفي |
| أحمد هتمي أحمد الهتمي              |
| عبد الله علي جمعة السليطي          |
| عيسى أحمد عيسى نصر النصر           |
| حسن عبد الله غانم الغانم المعاضيد  |
| خالد غانم ناصر العلي المعاضيد      |
| خالد أحمد ناصر أحمد العبيدان       |
| ناصر سالمين خالد السويدي           |
| حمد عبد الله عبد الرحمن علي الملا  |
| خالد عباس علي كمال العمادي         |
| ناصر محسن محمد بوكشيشه             |
| عيسى عرار عيسى علي الرميحي         |
| محمد يوسف عبد الرحمن المانع        |
| محمد مفتاح عبد الرحمن المفتاح      |
| يوسف علي يوسف الخاطر               |
| علي فطيس المري                     |
| محمد بطي سالم خليفة العبد الله     |
| علي شبيب ناصر العطية               |
| ناصر مترف عيسى المترف الحميدي      |
| أحمد حمد أحمد الحسن المهندي        |
| محمد عيد سعد آل حسن الكعبي         |
| مبارك محمد مطر آل مطر الكواري      |
| يوسف أحمد علي السادة               |
| محمد عمر أحمد سالم المناعي         |
| ناصر حسن دندون النفيحي الكبيسي     |
| ناصر محمد ناصر الجفالي النعيمي     |
| سلطان حسن مبارك الضابت الدوسري     |
| مبارك سيف حمدان معسف المنصوري      |
| علي سعيد راشد الكميت الخيارين      |
| سالم راشد سالم راشد المريخي        |